# Mesenchima

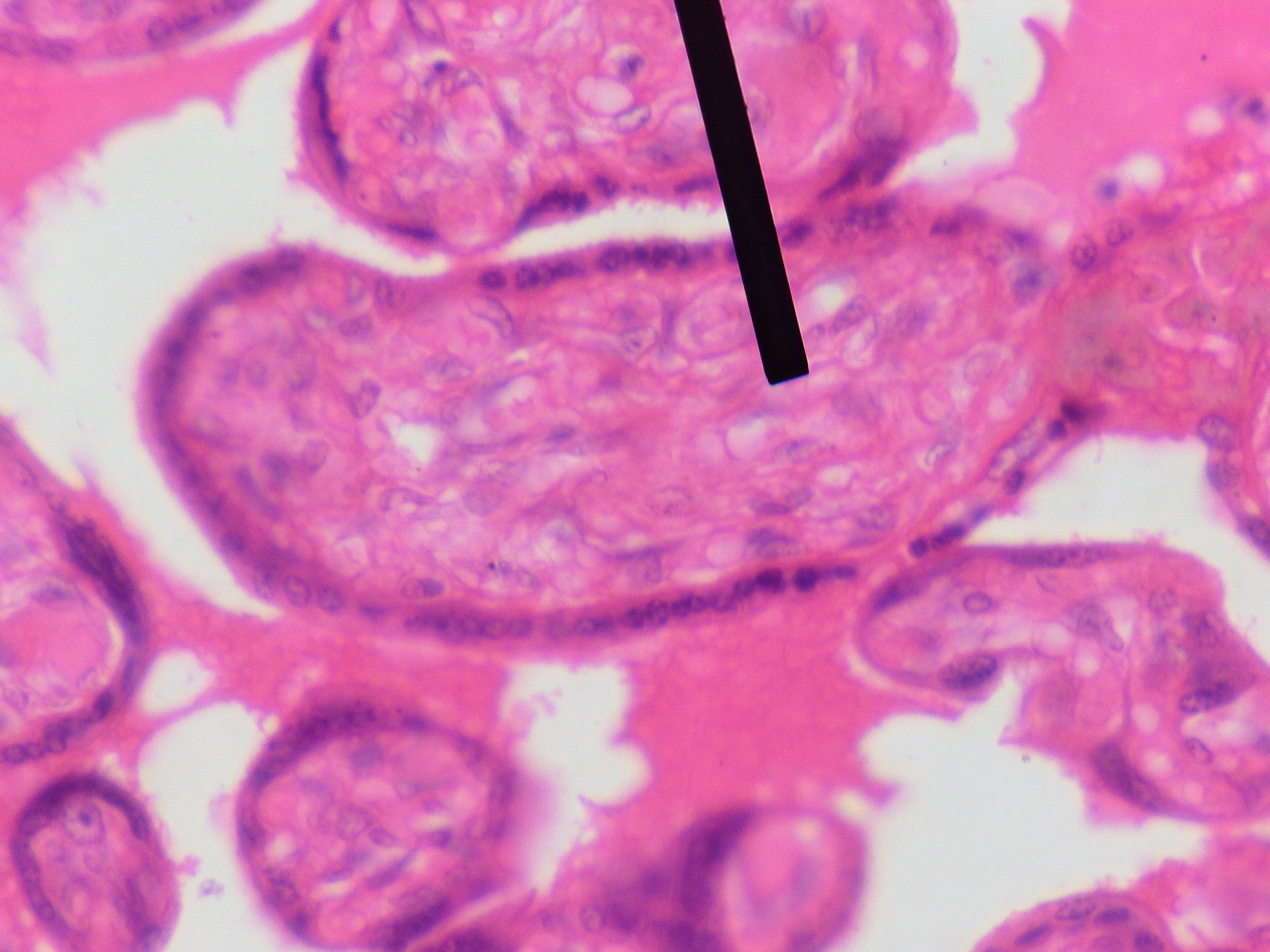
Mesenchima umano

Il mesenchima è il tessuto connettivo embrionale che ha origine dal distacco delle cellule dal foglietto embrionale mediano (mesoderma).

## Funzione
Il mesenchima ha principalmente funzione di sostegno, oltre che funzione trofica e formativa, e da esso si originano tutti i tessuti connettivi presenti nell'adulto.
Dal mesenchima hanno origine la stragrande quantità di tessuti, i più importanti sono:
- il sangue (mesenchima detto angioblasto);
- tutti i connettivi (lasso, mucoso maturo, denso o compatto, ecc.);
- il cuore e tutto il sistema circolatorio;
- lo sclerotomo dal quale originano le vertebre (mesenchima scheletrogeno);
- il tessuto osseo;
- il tessuto cartilagineo;
- il tessuto muscolare liscio (ha caratteristiche intermedie tra quelle del tessuto muscolare striato e i connettivi).

## Costituzione
Il mesenchima è formato da cellule mesenchimali ramificate a forma di stella, in diretto contatto tra loro tramite processi citoplasmatici, che possiedono un'elevata capacità riproduttiva (tasso mitotico) e possono differenziarsi in diversi tessuti, essendo quindi pluripotenti.

## Patologie
I tumori aventi origine dal mesenchima sono chiamati mesenchimomi; in particolare, i tumori maligni del mesenchima sono detti sarcomi (l'equivalente per gli epiteli sono i carcinomi).